# Saltsjak Toka

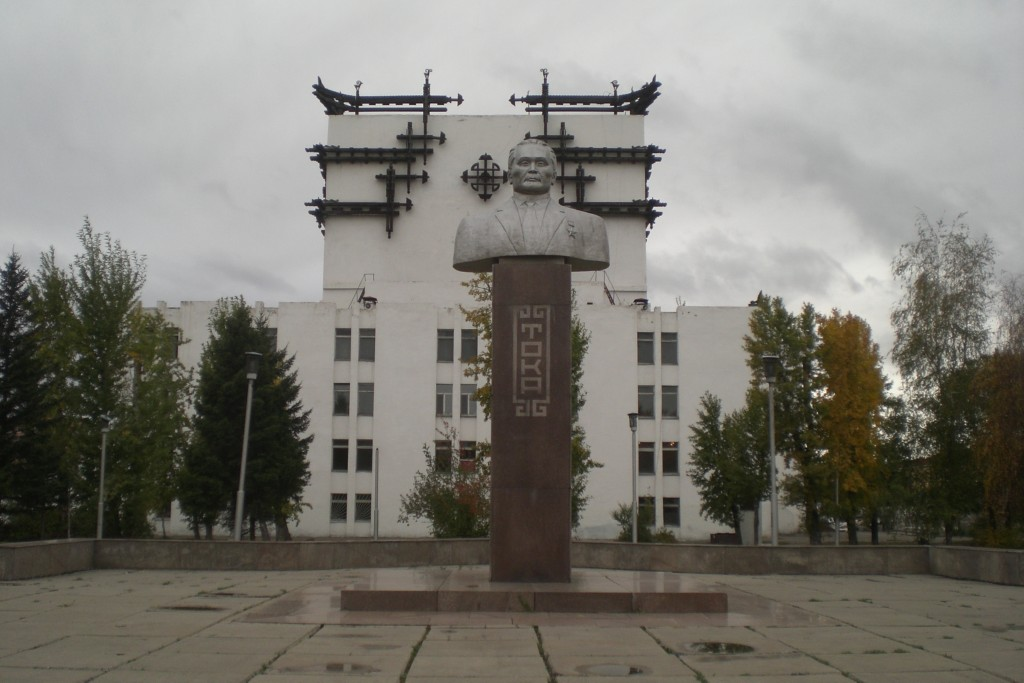
Buste van Saltsjak Toka

Saltsjak Kolbakchorekovitsj Toka (Russisch: Салчак Калбакхорекович Тока) (Saryg-Sep (Toeva), 2 december/15 december 1901 -  Kyzyl, 11 mei 1973) was een Toeviens staatsman. Hij volgde een opleiding aan de Universiteit van Werkers uit het Oosten in Moskou en daarna te Kyzyl. In januari 1929 pleegde Toka samen met andere net afgestudeerden een staatsgreep die de regering van premier Kuular Donduk ten val bracht. Toka werd daarna lid van het Centraal Comité van de Revolutionaire Volkspartij van Toeva (TPRP) welke partij hij volledig communistisch maakte. Toka knoopte goede contacten aan met de Sovjet-Unie en met Stalin. Op 6 maart 1932 werd Toka secretaris-generaal van de TPRP. Hij werd daarmee de machtigste man van Tannoe-Toeva. Onder zijn leiding werd het land gecollectiviseerd en werden de traditionele godsdiensten, het Sjamanisme en het Lamaïsme (Tibetaans boeddhisme) onderdrukt. In 1944 vroeg Toka namens het volk van Tuva om een annexatie door de Sovjet-Unie (zonder overigens dat volk middels een referendum te raadplegen), hetgeen ook gebeurde op 30 oktober 1944. Tuva werd van een onafhankelijke staat gedegradeerd tot 'autonome regio' binnen de Russische Socialistische Federatieve Sovjetrepubliek. In oktober 1961 werd Toeva een autonome socialistische sovjetrepubliek (ASSR) binnen de RSFSR. Toka bleef tot zijn overlijden in 1973 secretaris-generaal van de Toeviense afdeling van de Communistische Partij van de Sovjet-Unie (CPSU). Hij was gehuwd met Chertek Antsjimaa-Toka, die staatshoofd was van 1940 tot bij de annexatie.